# Géraud I. (Armagnac)
Géraud I. , genannt Trancaléon (* vor 995; † 1020) war Graf von Armagnac von 995 bis 1020; er war der Sohn von Bernard I., Graf von Armagnac.
Er heiratete Adelais von Aquitanien, Tochter von Wilhelm V. dem Großen, Herzog von Aquitanien, Graf von Poitou, und seiner zweiten Ehefrau, Prisca (Brisque), Erbin des Herzogtums Gascogne. Ihre Kinder sind:
- Galdis, Vizegräfin von Corneilhas, heiratete Adhémar de Polestron.
- Bernard II. Tumapaler († nach 1064), Graf von Armagnac.

Nach Jean-Justin Monlezun hatte er zwei weitere Töchter und einen weiteren Sohn. Diese Zuweisung scheint jedoch auf einer Verwechselung zu beruhen.